# ナポリとシチリアの君主一覧
ナポリとシチリアの君主一覧（ナポリとシチリアのくんしゅいちらん）は、ナポリとシチリアの君主を一覧にしたものである。
この2つの地域は現在イタリア領のため、外国王を除き基本的にイタリア語名で表記する。括弧内はイタリア語綴り。

## ノルマン時代
イタリア南部のノルマン人の定着は、1027年、ナポリ公セルジョ4世がライヌルフォ・ドレンゴトに、カプアのランゴバルドとの紛争解決に協力した報酬として「アヴェルサ伯」を与えたことに始まる。

### オートヴィル家のプーリア伯：1043年 - 1059年
- グリエルモ1世（Guglielmo I Braccio di Ferro, 1043年 - 1046年）
- ドラゴーネ（Dragone, 1046年 - 1051年）
- ウンフレード（Umfredo, 1051年 - 1057年）
- ロベルト・イル・グイスカルド（Roberto il Guiscardo, 1057年 - 1059年）

### オートヴィル家のプーリア公：1059年 - 1130年
- ロベルト・イル・グイスカルド（Roberto il Guiscardo, 1059年 - 1085年）
- ルッジェーロ・ボルサ（Ruggero Borsa, 1085年 - 1111年）
- グリエルモ2世（Guglielmo II, 1111年 - 1127年）
- ルッジェーロ2世（Ruggero II, 1127年 - 1130年）

1154年当時のシチリア王国（緑色の部分）

### オートヴィル家のシチリア伯：1071年 - 1130年
- ルッジェーロ1世（Ruggero I, 1071年 - 1101年）
- シモーネ（Simone, 1101年 - 1105年）
- ルッジェーロ2世（Ruggero II, 1105年 - 1130年）

### オートヴィル家のシチリア国王：1130年 - 1198年
- ルッジェーロ2世（Ruggero II, 1130年 - 1154年）　南イタリア全域を征服し、その国境線は7世紀にわたって固定された。
- グリエルモ1世（Guglielmo I il malo, 1154年 - 1166年）
- グリエルモ2世（Guglielmo I il buono, 1166年 - 1189年）
- タンクレーディ（Tancredi, 1189年 - 1194年）
- ルッジェーロ3世（Ruggero III, 1193年）
- グリエルモ3世（Guglielmo III, 1194年）
- コスタンツァ（Costanza di Sicilia, 1194年 - 1198年）　神聖ローマ皇帝ハインリヒ6世（エンリーコ）と結婚

## シュヴァーベン王朝

### ホーエンシュタウフェン朝のシチリア国王：1194年 - 1266年
- エンリーコ（Enrico, 1194年 - 1197年）
- フェデリーコ1世（Federico II, 1198年 - 1250年）
- コッラード（Corrado, 1250年 - 1254年）
- コッラディーノ（Corradino, 1254年 - 1258年/1268年）
- マンフレーディ（Manfredi, 1258年 - 1266年）

## アンジュー時代

### アンジュー家のシチリア国王：1266年 - 1282年
- カルロ1世（Carlo I, 1266年 - 1282年）　首都をパレルモからナポリに移した。

### アンジュー家のナポリ国王：1266年 - 1435年

#### 第1アンジュー家
- カルロ1世（Carlo I, 1266年 - 1285年）　1282年にシチリアを失った。
- カルロ2世（Carlo II, 1285年 - 1309年）
- ロベルト（Roberto, 1309年 - 1343年）
- ジョヴァンナ1世（Giovanna I, 1343年 - 1382年）

#### アンジュー＝ドゥラッツォ家
- カルロ3世（Carlo III, 1382年 - 1386年）
- ラディズラーオ1世（Ladislao I, 1386年 - 1414年）　1389年から1399年までルイージ2世に取って代わられた。
- ジョヴァンナ2世（Giovanna II, 1414年 - 1435年）

### ヴァロワ＝アンジュー家のナポリ国王：1382年 - 1442年
- ルイージ1世（Luigi I, 1382年 - 1384年）　対立王
- ルイージ2世（Luigi II, 1384年 - 1417年）　対立王、1389年から1399年までラディズラーオ1世に取って代わった。
- ルイージ3世（Luigi III, 1417年 - 1426年）　対立王、1426年から1434年までカラブリア公。
- レナート1世（Renato I, 1435年 - 1442年）

## アラゴン系君主

### バルセロナ家のシチリア国王：1282年 - 1410年
- ピエトロ1世（Pietro I, 1282年 - 1285年）　アラゴン国王ペドロ3世、バレンシア国王、バルセロナ伯で、マンフレーディの娘コスタンツァ・ディ・オーエンスタウフェンと結婚。
- ジャコモ1世（Giacomo I, 1285年 - 1295年）
- フェデリーコ2世（Federico II, 1296年 - 1336年）　フェデリーコ3世とも
- ピエトロ2世（Pietro II, 1337年 - 1342年）
- ルドヴィーコ（Ludovico, 1342年 - 1355年）
- フェデリーコ3世（Federico III, 1355年 - 1377年）　フェデリーコ4世とも
- マリア（Maria, 1377年 - 1401年）
- マルティーノ1世（Martino I il giovane, 1395年 - 1409年）　1401年までマリアと共同統治
- マルティーノ2世（Martino II, 1409年 - 1410年）

### トラスタマラ家のシチリア国王
- フェルディナンド1世（Ferdinando I il giusto, 1412年 - 1416年）　アラゴン国王
- アルフォンソ1世（Alfonso I il Magnanimo, 1416年 - 1458年）　ナポリ王国を征服し、Rex Utriusque Siciliaeの称号を名乗りつつ、正式に2つの王国を統合した。アラゴン国王アルフォンソ5世
- ジョヴァンニ1世（Giovanni I, 1458年 - 1479年）　アラゴン国王フアン2世。バレンシア国王、サルデーニャ国王
- フェルディナンド2世（Ferdinando II il cattolico, 1479年 - 1516年）　アラゴン国王フェルナンド2世。1504年にナポリを再征服。

1516年から1713年の間、スペイン王国に正式に統合され、1714年から1720年まではサヴォイア家、1720年から1734年まではオーストリアの支配下となった。

### トラスタマラ家のナポリ国王：1442年 - 1500年
- アルフォンソ1世（Alfonso I il Magnanimo, 1442年 - 1458年）　Rex Utriusque Siciliaeの称号。
- フェルディナンド1世（Ferdinando I, Ferrante, 1458年 - 1494年）
- アルフォンソ2世（Alfonso II, 1494年 - 1495年）
- フランス王国／シャルル8世 （1495年）
- フェルディナンド2世（Ferdinando II, 1495年 - 1496年）
- フェデリーコ1世（Federico I di Napoli, 1496年 - 1500年）　フェデリーコ4世とも。一族のアラゴン・シチリア王フェルディナンド2世に退位させられた。

1501年から1504年の間、フランスに正式に統合され、1504年から1707年まではスペイン、1707年から1734年まではオーストリアの支配下となった。

## 副王（Vicereale）時代
この時代はナポリ・シチリア両王国は外国の王による支配（スペインに始まり、オーストリアとサヴォイアの短い期間）、副王による領土支配としての行政である。よって君主の世代の序数は、これら外国王のものでナポリとシチリアのものを示していない。

### スペイン・ハプスブルク家のナポリ国王・シチリア国王：1504年 - 1700年
- スペイン国王カルロス1世（Carlo I di Spagna, 1516年 - 1556年）　大抵は神聖ローマ皇帝カール5世と書かれることが多い。
- スペイン国王フェリペ2世（Filippo II di Spagna, 1556年 - 1598年）
- スペイン国王フェリペ3世（Filippo III di Spagna, 1598年 - 1621年）
- スペイン国王フェリペ4世（Filippo IV di Spagna, 1621年 - 1665年）
- スペイン国王カルロス2世（Carlo II di Spagna, 1665年 - 1700年）

### スペイン・ブルボン家のナポリ国王・シチリア国王：1700年 - 1713年
- スペイン国王フェリペ5世（Filippo V di Spagna）　1707年にスペイン継承戦争でハプスブルクのオーストリアにより王国を失い、ユトレヒト条約で1713年にそれが正式となった。

### サヴォイア家のシチリア国王：1714年 - 1720年
- ヴィットーリオ・アメデーオ2世（Vittorio Amedeo II di Savoia, 1714年 - 1720年）　1720年にシチリア国王をサルデーニャ王と交換

### オーストリア・ハプスブルク家のナポリ国王・シチリア国王：1714年 - 1734年
- カール6世（Carlo VI d'Asburgo, 1714年 - 1734年） 1720年からはシチリア国王も

## ブルボン時代とフランス下での10年

### ブルボン家のナポリ国王・シチリア国王：1735年 - 1806年
- カルロ7世／5世(Carlo VII / V, 1735年 - 1759年）
- フェルディナンド4世／3世（Ferdinando IV / III, 1759年 - 1806年、1815年）

### ナポレオン時代のナポリ国王：1806年 - 1815年
- ジュゼッペ1世（Giuseppe Bonaparte, 1806年 - 1808年）
- ジョアッキーノ1世（Gioacchino Murat, 1808年 - 1815年）

### 両シチリア国王：1815年 - 1860年
- フェルディナンド1世（Ferdinando I, 1815年 - 1825年）　ナポリ国王フェルディナンド4世、シチリア国王フェルディナンド3世
- フランチェスコ1世（Francesco I, 1825年 - 1830年）
- フェルディナンド2世（Ferdinando II, 1830年 - 1859年）
- フランチェスコ2世（Francesco II, 1859年 - 1860年）